# 松戸町
松戸町（まつどまち）とは、千葉県東葛飾郡にかつて存在した町である。現在の松戸市の西部に位置していた。
現在の松戸市は1943年に新設合併されたものであり、本町とは異なる自治体である。

## 歴史

### 沿革
- 1889年（明治22年）4月1日 - 町村制施行に伴い、松戸駅、小山村、上矢切村、中矢切村、下矢切村、栗山村が合併して東葛飾郡（旧）松戸町が発足。
- 1933年（昭和8年）4月1日 - 明村と合併して改めて（新）松戸町を新設。
- 1938年（昭和13年）4月1日 - 八柱村を編入。
- 1943年（昭和18年）4月1日 - 馬橋村、高木村と合併し、松戸市を新設。同日松戸町廃止。

## 交通

### 鉄道
- 国鉄（現JR東日本）
  - 常磐線：松戸駅

この他、旧松戸町域内には常磐線北松戸駅、京成電鉄松戸線松戸駅・上本郷駅・松戸新田駅・みのり台駅、北総鉄道北総線矢切駅・秋山駅、北総線及び武蔵野線東松戸駅が存在するが、いずれも本町の消滅後に開業している。このうち、松戸駅と矢切駅が初代松戸町の町域に属する。

### 道路
- 国道6号